# جامعة الرازي (السودان)
تأسست جامعة الرازي في العام 2001 باسم «كلية الرازي للعلوم الطبية والتقنية» بمواصفات عالمية واهتمت بتنفيذ برنامجها معتمدة على التقنية العالية وضبط الجودة واستجلاب الكفاءات العلمية ذات الخبرة العالية وذلك إيمانا منها بمبدأ تمكين الأجيال القادمة من الحصول على أماكن في مقاعد التعليم العالي وتوسيع الفرص التعليمية بما يؤهلهم لغد مشرق ملئ بالبذل والعطاء والامل.
قامت الكلية على مساحة خمسة عشر الف متر مربع بمدينة الأزهري جنوب الخرطوم وتضم عيادات للأسنان بالإضافة إلى معامل كليات الصيدلة والطب البشري وتقانة الأسنان، ويشتمل المبنى كذلك على 18 قاعة دراسية مجهزة بأحدث الوسائل التعليمية السمعية والبصرية، ومكتبة شاملة وحديثة ونادي للطلاب بالإضافة للمباني الإدارية والمشرحة.

 في العام 2014 تم ترفيع الكلية إلى «جامعة الرازي» بقرار من وزارة التعليم العالي

## كليات
- الطب والجراحة
- الصيدلة
- المختبرات
- طب الأسنان
- تقانة الأسنان
- تقنية المعلومات
- العلوم الادارية
- التمريض